# 夏尔-路易·哈农
夏尔·路易·哈农（法語：Charles-Louis Hanon，1819年7月2日—1900年3月19日），法国作曲家，音乐教育家。代表作有《哈农钢琴练指法》（此为常见译名，原名为《钢琴艺术家的六十首练习曲》），在世界各地被广泛运用为钢琴技巧训练教材。